# بربيت عاري
البربيت العاري (الاسم العلمي: Gymnobucco) هو جنس من الطيور يتبع الفصيلة البربيتية من رتبة نقاريات الشكل.

## أنواع البربيت العاري
- بربيت رمادي الحنجرة
- بربيت سلادني
- بربيت خشن المنقار
- بربيت عاري الوجه